# Paulino Gómez
Paulino Gómez Sáiz (Miranda de Ebro, 11 de marzo de 1889 - Bogotá, 7 de febrero de 1977) fue un político español, miembro del Partido Socialista Obrero Español. Durante la Guerra civil ocupó los cargos de ministro de Gobernación, responsable del orden público en Cataluña y director general de Seguridad.

## Biografía
A los dos años de edad su familia se traslada a Bilbao donde se casó con Judit Basterra Nanclares. Fue presidente de las Juventudes Socialistas en Vizcaya y desde 1917 miembro de la Agrupación Socialista de Bilbao. Fue detenido como impulsor de la huelga revolucionaria de octubre de 1934 en Vizcaya.
Consejero de Defensa de la Junta de Defensa de Vizcaya en julio de 1936, moviliza los primeros batallones que intervienen en la guerra civil española en el País Vasco. En junio de 1937 fue nombrado Delegado de Orden Público en Cataluña, sustituyendo a José Echevarría Novoa, que había sido gobernador civil de Vizcaya en julio de 1936. Fue director general de Seguridad y ministro de Gobernación en el gabinete de Negrín, manteniendo este puesto hasta el final de la guerra. El 3 de marzo de 1939 el presidente Juan Negrín mandó a Paulino Gómez a Cartagena para informar a los mandos militares y navales que la resistencia aún era posible y en esa lógica era preciso designar a Francisco Galán como jefe de la Base naval de Cartagena. Los argumentos de Gómez fueron rechazados, incluso por el jefe de la Armada republicana, el capitán de corbeta Miguel Buiza. Tras producirse el Golpe de Estado de Casado, la mañana del 6 de marzo se vio obligado a salir rumbo al exilio junto a Negrín y otros dirigentes republicanos.
Al finalizar la guerra pudo embarcarse en Marsella gracias a la ayuda del cónsul colombiano quien lo hizo pasar como uno de sus funcionarios. Exiliado en Colombia, es padre del arquitecto residente en Bogotá, Paulino Gómez Basterra. Durante su exilio colombiano crea una fábrica de jabón y otras de pescado congelado.
El 6 de junio de 1943 los prietistas rompen sus relaciones con el Gobierno Vasco en el exilio, Paulino testimonia alineado con la Ejecutiva.